# Alberto Zaldívar
Alberto Javier Rafael Zaldívar Larraín (Santiago, 19 de agosto de 1929- Ibidem, 14 de marzo de 2022) fue un abogado, consultor y político chileno. Se desempeñó diputado de la República en representación de la 7ª Agrupación Departamental de Santiago durante tres periodos legislativos consecutivos, desde 1969 hasta 1973.
Fue militante del Partido Demócrata Cristiano de Chile (PDC) por espacio de cinco décadas. Previamente, había sido parte del Partido Conservador (PCon).

## Biografía

### Familia
Nació como hijo mayor del matrimonio de Alberto Zaldívar Errázurriz, empleado de Ferrocarriles del Estado, con Josefina Larraín Tejeda, quien mantenía una estrecha relación con la Iglesia católica. Sus hermanos son Javier, Felipe, Josefina, Andrés (expresidente del Senado y ex ministro), Renato, Adolfo (también presidente del Senado y embajador en Argentina) y Rodrigo.
De su primer matrimonio, con Inés Ovalle Barros, tuvo seis hijos: María Inés, María Josefina, Margarita, Alberto, Gonzalo y María del Rosario. De su unión con Sara Vásquez, tuvo a Pablo.

### Estudios
Cursó sus estudios primarios y secundarios en el Instituto Alonso de Ercilla de los Hermanos Maristas. Finalizada su etapa escolar ingresó a la Pontificia Universidad Católica (PUC) donde se tituló de abogado. Mientras fue estudiante se desempeñó como profesor ayudante de derecho constitucional entre 1954 hasta 1966.
Por esos años llegó a ser vicepresidente del Centro de Derecho en representación de la DC. Más adelante, fue miembro de la Junta Nacional de su partido.

### Vida laboral
Una vez egresado ejerció su profesión en diversos establecimientos: abogado de la Superintendencia de Sociedades Anónimas (SSA) en 1957; asistente a un Congreso de Abogados celebrado en Miami, Estados Unidos en 1958; abogado jefe de «Industrias Forestales S.A.» en 1961 y secretario general de la Corporación de Fomento de la Producción (Corfo) en 1966.
En 1967 participó en la Comisión de Expertos de la «Asociación Latinoamericana de Instituciones de Fomento» celebrado en Lima. Al año siguiente fue jefe del pabellón chileno de la «Feria Internacional de Lima» y delegado chileno al BID (Banco Interamericano de Desarrollo) sobre la aprobación de estatutos de la Asociación Latinoamericana de Instituciones de Fomento en Washington D.C.

## Vida política
En las elecciones parlamentarias de 1969 fue elegido diputado por la 7ª Agrupación Departamental de Santiago, Tercer Distrito, para el período 1969-1973, convirtiéndose, así, en el primero de la familia en ser electo en un cargo de representación popular. En ese periodo legislativo integró a las Comisiones de Constitución, Legislación y Justicia y las Especiales Investigadoras de: las universidades (1969-1970); de las transacciones de acciones bancarias y su adquisición por parte de organismos del Estado (1970-1971); de denuncias de flagelaciones en el Servicio de Investigaciones (1970-1971); Especial de Acusación constitucional en contra del ministro de Economía, Fomento y Reconstrucción (1971-1972); y de la Comisión que formaliza y prosigue la acusación constitucional contra el ministro del Interior en esa misma fecha.
Ese año fue reelecto para el período de 1973-1977, mandato interrumpido por golpe de Estado de ese año, liderado por Augusto Pinochet. Participó en las Comisiones de Constitución, Legislación y Justicia; y de Economía, Fomento y Reconstrucción.
Entre las mociones presentadas está la ley N.° 17.415, del 3 de marzo de 1971, sobre corporación de la vivienda, corporación de servicios habitacionales, e instituciones de previsión.
En enero de 2008 renunció al partido junto a otros cuatro de sus hermanos tras la expulsión de Adolfo Zaldívar de la tienda falangista.

## Historial electoral

### Elecciones parlamentarias de 1969
- Elecciones parlamentarias de 1969 para la 7ª Agrupación Departamental, Puente Alto y Pedro Aguirre Cerda.[4]

(Se consideran sólo los diputados electos)

### Elecciones parlamentarias de 1973
- Elecciones parlamentarias de 1973 para el Tercer Distrito de Santiago, Puente Alto[5]

## Nota
1. ↑  Mandato 1973-1977 interrumpido por la disolución del Congreso Nacional el 21 de septiembre de 1973 (Decreto Ley N.° 27 de 1973).